# Гвазаури
Гвазаури (груз. გვაზაური) — село в Грузии, на территории Хонийского муниципалитета края (мхаре) Имеретия.

## География
Село находится в западной части Грузии, на левом берегу реки Цхенисцкали, на расстоянии 11 километров к юго-западу от города Хони, административного центра муниципалитета. Абсолютная высота — 83 метра над уровнем моря.

## Население
По результатам официальной переписи населения 2014 года, в Гвазаури проживало 348 человек (173 мужчины и 175 женщин). В национальной структуре населения грузины составляли 100 %.
| Год  | Население, человек |
| ---- | ------------------ |
| 2002 | 682                |
| 2014 | ↘ 348              |